# Luciano Del Gallo di Roccagiovine
Luciano Carlo Napoleone Ludovico Francesco Virginio Giulio Del Gallo, Marchese di Roccagiovine, Cantalupo e Bardella (Roma, 10 febbraio 1853 – Roma, 13 marzo 1917) è stato un politico italiano.

## Biografia
Figlio maschio primogenito del marchese Alessandro e della principessa Giulia Bonaparte - nipote diretta di Giuseppe Bonaparte (re di Napoli e di Spagna) e di Luciano Bonaparte (principe di Canino e Musignano), fratelli di Napoleone I, è stato uno degli esponenti più in vista dell'aristocrazia romana del XIX secolo. 
Possidente tra i più facoltosi fu Senatore del Regno, Consigliere comunale e provinciale di Roma. Grande appassionato di equitazione, fondò la Scuola Militare equestre di Tor di Quinto in Roma - dopo aver lui stesso donato i 50 ettari di terreno sulla quale edificarla -  e della quale fu anche il primo comandante. È stato anche Master della Caccia alla Volpe e uno degli undici fondatori del Circolo della Caccia, quello con sede attuale in Palazzo Borghese a Roma. 
Sposò la contessa Valery von Wagner figlia dell'Ambasciatore di Germania presso la Santa Sede e nipote del poeta tedesco Johann Wolfgang von Goethe, dalla quale ebbe due figlie -  Zenaide, la maggiore che sposò il conte Francesco Giunta di Fiume, e Luciana che sposò il marchese Giovanni Cassis.

## Ascendenza
|                                                                |                                                        |                                      | Genitori                                 |  |  | Nonni |  |  | Bisnonni |  |  | Trisnonni |  |
|                                                                |                                                        |                                      |                                          |  |  |       |  |  | …        |  |  | …         |  |
|                                                                |                                                        |                                      |                                          |  |  |       |  |  | …        |  |  | …         |  |
|                                                                |                                                        | …                                    |                                          |  |  |       |  |  | …        |  |  |           |  |
| 4. Luigi Del Gallo, marchese di Roccagiovine                   |                                                        |                                      |                                          |  |  |       |  |  | …        |  |  |           |  |
|                                                                |                                                        | …                                    | …                                        |  |  |       |  |  |          |  |  |           |  |
|                                                                |                                                        | …                                    | …                                        |  |  |       |  |  |          |  |  |           |  |
|                                                                |                                                        | …                                    | …                                        |  |  |       |  |  |          |  |  |           |  |
| 2. Alessandro Del Gallo, marchese di Roccagiovine              |                                                        | …                                    |                                          |  |  |       |  |  |          |  |  |           |  |
|                                                                |                                                        | 10. Alessandro Curti Lepri, marchese | …                                        |  |  |       |  |  |          |  |  |           |  |
|                                                                |                                                        | 10. Alessandro Curti Lepri, marchese | …                                        |  |  |       |  |  |          |  |  |           |  |
|                                                                |                                                        | 10. Alessandro Curti Lepri, marchese | …                                        |  |  |       |  |  |          |  |  |           |  |
| 5. Maria Anna Curti Lepri                                      |                                                        | 10. Alessandro Curti Lepri, marchese |                                          |  |  |       |  |  |          |  |  |           |  |
|                                                                |                                                        | 11. Teresa Caffarelli                | 22. Gaetano Caffarelli, V duca d'Assergi |  |  |       |  |  |          |  |  |           |  |
|                                                                |                                                        | 11. Teresa Caffarelli                | 22. Gaetano Caffarelli, V duca d'Assergi |  |  |       |  |  |          |  |  |           |  |
|                                                                |                                                        | 11. Teresa Caffarelli                | 23. Marianne Rosenthal                   |  |  |       |  |  |          |  |  |           |  |
| 1. Luciano Del Gallo, marchese di Roccagiovine                 |                                                        | 11. Teresa Caffarelli                |                                          |  |  |       |  |  |          |  |  |           |  |
|                                                                | 12. Lucien Bonaparte, I principe di Canino e Musignano | 24. Charles-Marie Bonaparte          |                                          |  |  |       |  |  |          |  |  |           |  |
|                                                                | 12. Lucien Bonaparte, I principe di Canino e Musignano | 24. Charles-Marie Bonaparte          |                                          |  |  |       |  |  |          |  |  |           |  |
|                                                                | 12. Lucien Bonaparte, I principe di Canino e Musignano | 25. Maria Letizia Ramolino           |                                          |  |  |       |  |  |          |  |  |           |  |
| 6. Charles-Lucien Bonaparte, II principe di Canino e Musignano | 12. Lucien Bonaparte, I principe di Canino e Musignano |                                      |                                          |  |  |       |  |  |          |  |  |           |  |
|                                                                |                                                        | 13. Alexandrine de Bleschamp         | 26. Charles-Jacob Bleschamp              |  |  |       |  |  |          |  |  |           |  |
|                                                                |                                                        | 13. Alexandrine de Bleschamp         | 26. Charles-Jacob Bleschamp              |  |  |       |  |  |          |  |  |           |  |
|                                                                |                                                        | 13. Alexandrine de Bleschamp         | 27. Philiberte Bouvet                    |  |  |       |  |  |          |  |  |           |  |
| 3. Julie-Charlotte Bonaparte                                   |                                                        | 13. Alexandrine de Bleschamp         |                                          |  |  |       |  |  |          |  |  |           |  |
|                                                                |                                                        | 14. Joseph Bonaparte                 | 28. Charles-Marie Bonaparte (= 24)       |  |  |       |  |  |          |  |  |           |  |
|                                                                |                                                        | 14. Joseph Bonaparte                 | 28. Charles-Marie Bonaparte (= 24)       |  |  |       |  |  |          |  |  |           |  |
|                                                                |                                                        | 14. Joseph Bonaparte                 | 29. Maria Letizia Ramolino (= 25)        |  |  |       |  |  |          |  |  |           |  |
| 7. Zénaïde Bonaparte                                           |                                                        | 14. Joseph Bonaparte                 |                                          |  |  |       |  |  |          |  |  |           |  |
|                                                                |                                                        | 15. Julie Clary                      | 30. François Clary                       |  |  |       |  |  |          |  |  |           |  |
|                                                                |                                                        | 15. Julie Clary                      | 30. François Clary                       |  |  |       |  |  |          |  |  |           |  |
|                                                                |                                                        | 15. Julie Clary                      | 31. Françoise-Rose Somis                 |  |  |       |  |  |          |  |  |           |  |
|                                                                |                                                        | 15. Julie Clary                      |                                          |  |  |       |  |  |          |  |  |           |  |